# Tögrög, Övörkhangai
Tögrög (tiếng Mông Cổ: Төгрөг) là một sum của tỉnh Övörkhangai tại miền nam Mông Cổ. Vào năm 2008, dân số của sum là 2.689 người.

## Địa lý
Sum có diện tích khoảng 5.467 km2. Trung tâm sum, Khoolt, nằm cách tỉnh lị Arvaikheer 95 km và cách thủ đô Ulaanbaatar 464 km.

### Khí hậu
Khu vực này có khí hậu bán khô hạn. Nhiệt độ trung bình hàng năm trên địa bàn là 5 °C. Tháng ấm nhất là tháng 7, với nhiệt độ trung bình là 26 °C và lạnh nhất là tháng 1, với -20 °C. Lượng mưa trung bình hàng năm là 212 mm. Tháng mưa nhiều nhất là tháng 7, với lượng mưa trung bình 64 mm và khô nhất là tháng 2, với lượng mưa 2 mm.

## Kinh tế
Sum có một trường học, bệnh viện và khu du lịch.